# Hamanumida meleagris
Hamanumida meleagris är en fjärilsart som beskrevs av Pieter Cramer 1779. Hamanumida meleagris ingår i släktet Hamanumida och familjen praktfjärilar. Inga underarter finns listade i Catalogue of Life.